# Червоная Поляна (Пятихатский район)
Червоная Поляна (укр. Червона Поляна) — село, Савровский сельский совет, Пятихатский район, Днепропетровская область, Украина.
Код КОАТУУ — 1224585909. Население по переписи 2001 года составляло 135 человек .

## Географическое положение
Село Червоная Поляна находится в 1,5 км от сёл Новоивановка и Савро, в 3-х км от города Жёлтые Воды. По селу протекает пересыхающий ручей.